# Place Albert-Kahn
La place Albert-Kahn est une voie située dans le quartier de Clignancourt du 18e arrondissement de Paris.

## Situation et accès
Le boulevard Ornano est une des principales portes d'entrée de Paris, en voiture, par la porte de Clignancourt.
La place, en forme de rond-point, est formée par le boulevard Ornano, puis, de part et d'autre du boulevard, par la rue Championnet, la rue du Mont-cenis,et la rue Duhesme.

## Origine du nom
Elle porte le nom du banquier et mécène Albert Kahn.

## Historique
Ancienne voie de la commune de Montmartre, elle prend son nom actuel en 1965.

## Bâtiments remarquables et lieux de mémoire
La place et ses abords immédiats sont essentiellement constitués d'immeubles de rapport du début du XXe siècle, qui hébergeaient notamment les ouvriers des usines Kodak et des centres de maintenance SNCF.
Les constructions sont de type haussmanien (66 rue Championnet par exemple, propriété de la ville de Paris) ou bien de type pierre, bois et brique.
Cette zone a subi des bombardements pendant la seconde guerre mondiale, et de nombreux bâtiments furent détruits.